# Benjamin Šeško
Benjamin Šeško (* 31. května 2003 Radeče) je slovinský profesionální fotbalista, který hraje na pozici útočníka za anglický klub Manchester United FC a za slovinský národní tým.
Šeško přišel do akademie Red Bullu Salzburg v roce 2019 z Domžale. Na dvě sezony byl zapůjčen do rezervního týmu Salcburku FC Liefering, kde ve 44 zápasech druhé rakouské fotbalové ligy nastřílel 22 gólů. V prvním týmu Red Bullu Salcburk debutoval v lednu 2021 a v jeho dresu získal tři tituly v rakouské bundeslize a jeden Rakouský pohár.
Šeško odehrál 19 zápasů za slovinské mládežnické reprezentace. Stal se nejmladším hráčem slovinské reprezentace v historii, když debutoval v červnu 2021 ve věku 18 let a 1 dne. Svůj první gól za národní tým vstřelil v říjnu 2021, čímž se stal nejmladším slovinským reprezentačním střelcem v historii.

## Klubová kariéra
Šeško začal svou kariéru v rodném klubu Radeče, když byl v první třídě. V roce 2016 přestoupil do Krška, kde hrál za týmy do 15 a 17 let. V sezóně 2017/18 vstřelil za tým do 15 let 59 gólů ve 23 zápasech. V roce 2018 Šeško přestoupil do Domžale, kde zůstal jednu sezónu.

### Red Bull Salzburg
V 16 letech, 3. června 2019, podepsal Šeško tříletou profesionální smlouvu s Red Bullem Salzburg.

#### FC Liefering (hostování)
Ihned po podpisu smlouvy s Red Bullem Salzburg se Šeško přesunul do rezervního týmu klubu, a to do druholigového FC Liefering. Svého debutu v druhé nejvyšší soutěži se dočkal 26. července 2019, a to při prohře 2:3 s SKU Amstetten. Svůj první gól dal 14. září při remíze 2:2 s FC Dornbirn. Ve své první sezóně v dospělém fotbale odehrál Šeško 15 utkání, v nichž vstřelil 1 branku.
V sezóně 2020/21 vstřelil ve 29 utkáních 21 gólů a stal se druhým nejlepším střelcem ligy. Nejvíce gólů vstřelil v závěrečné části sezóny, kdy v posledních 7 kolech nastřílel 13 branek.
V dresu Red Bullu Salzburg debutoval 30. ledna 2021 v ligovém utkání při výhře 3:0 nad TSV Hartberg.

#### Sezóna 2021/22
Dne 12. července 2021 prodloužil svůj kontrakt s klubem do roku 2026. Před sezónou 2021/22 začal naplno trénovat s A-týmem. Své první branky v dresu Red Bullu Salzburg vstřelil 16. července, kdy dvěma brankami přispěl k výhře 4:1 nad WSC Hertha Wels v prvním kole ÖFB-Cup. 1. srpna vstřelil první branky v rakouské bundeslize, a to při výhře 7:1 nad SV Ried. V srpnu byl jedním z klíčových hráčů týmu, který se dostal do základní skupiny Ligy mistrů, když v odvetném utkání čtvrtého předkola gólem a asistencí pomohl k výhře 2:1 nad Bröndby. Ve své premiérové sezóně v dresu Salzburgu odehrál 37 utkání, v nichž vstřelil 11 branek a s klubem oslavil domácí double.

#### Sezóna 2022/23
Dne 5. března 2023 zaznamenal Šeško svůj první hattrick v kariéře, a to když v ligovém utkání proti Rapidu Vídeň. Do utkání nastoupil až v druhém poločase a góly v 80., 84. a 87. minutě rozhodl o výhře 4:2. Šeško v dresu Salzburgu odehrál v sezóně 2022/23 41 utkání, v nichž vstřelil 18 branek.

### RB Leipzig
Dne 1. července 2023 Šeško přestoupil do RB Lipsko za přestupovou částku kolem 24 milionů eur. S bundesligovým celkem uzavřel kontrakt platný do června 2028.
Manchester United FC
Podle médií se kluby dohodly na odstupném ve výši 76,5 milionu eur (1,87 miliardy korun) a na dalších až 8,5 milionu eur (208 milionů korun) se mohou vyšplhat bonusy. Šeško má podepsat smlouvu do roku 2030.

## Reprezentační kariéra
V květnu 2021 byl Šeško poprvé povolán do slovinské reprezentace. Za Slovinsko debutoval 1. června 2021 v přátelském utkání se Severní Makedonií (remíza 1:1). Tehdy mu bylo 18 let a 1 den a stal se nejmladším debutantem v národním týmu, čímž překonal předchozí rekord Petara Stojanoviće. 8. října 2021 vstřelil Šeško svůj první reprezentační gól, a to v kvalifikačním zápase na mistrovství světa 2022 proti Maltě a stal se tak ve věku 18 let, 4 měsíců a 8 dní nejmladším slovinským střelcem v historii.V Lize národů pomohl Šeško Slovinsku udržet se v Lize B. Při vítězství 2:1 nad Norskem 24. září 2022 si připsal asistenci a vstřelil vítězný gól, a o tři dny později skóroval také při remíze 1:1 se Švédskem.

## Ocenění

### Klubová

#### Red Bull Salzburg
- Rakouská Bundesliga: 2020/21, 2021/22, 2022/23[26]

- ÖFB-Cup: 2021/22[26]

### Individuální
- Slovinský fotbalista roku: 2022[27]
- Slovinský mládežnický fotbalista roku: 2021, 2022[27]